# Tolstoj (program)
Tolstoj je slovníková databáze pro počítače Sinclair ZX Spectrum a kompatibilní (například Didaktik). Jedná se o program českého původu, vydavatelem programu byla společnost Proxima - Software v. o. s.
Protože se jedná o slovníkovou databázi, každý záznam se může skládat pouze ze čtyřech položek. Každá položka může být zobrazena jinou znakovou sadou (znakové sady jsou kompatibilní se znakovými sadami programu Desktop, díky čemuž je možné vkládat i znaky jiných písem než latinky.
Program spolupracuje pouze s disketovou jednotkou Didaktik 40 a kompatibilní, není možné ho použít pouze s kazetovým magnetofonem. Díky disketové jednotce může být velikost databáze až 1 MiB (dalším omezením je kapacita diskety).
Program je možné použít i pro výukové účely, neboť umožňuje uživatele ze znalostí v databázi vyzkoušet.
S programem byly dodávány jako ukázkové aplikace anglicko-český slovník a knihovna, dále pak česká, anglická, německá a ruská abeceda a utilita pro převod záznamů z databáze do Desktop.